# Frontier Alaska
Frontier Alaska — торгова марка (бренд) керуючого холдингу HoTH, Inc. (США), під якої виконуються авіаційні перевезення трьох авіакомпаній місцевого значення, що входять в даний холдинг: Frontier Flying Service, Hageland Aviation Services і Era Aviation.

## Історія
Використання бренду Frontier Alaska почалося в червні 2008 року після злиття авіакомпаній Frontier Flying Service і Hageland Aviation Services і було поширене на маршрутні мережі обох перевізників.
8 липня 2008 року магістральна авіакомпанія США Alaska Airlines оголосила про укладення код-шерінгової угоди про партнерство з авіаперевізниками, що використовують бренд Frontier Alaska. Ця угода набула чинності восени того ж року.
27 лютого 2009 року керуючий холдинг HoTH, Inc. придбав ще одну конкуруючу авіакомпанію Era Aviation, що базується в Анкориджі — найбільшому місті штату Аляска.
У 2014 році злиття активів компаній було повністю завершено і стався ребрейдинг Frontier Alaska на Ravn Alaska and Ravn Connect. До Ravn Alaska відійшли 121 одиниці техніки (переважно колишні активи Era Alaska), а Ravn Connect отримав 135 одиниць техніки (переважно колишні активи Hageland Aviation). Таким чином відбувся поділ бізнес-секторів і спрощена система керування.
Холдинг HoTH, Inc залишається материнської холдинговою компанією всіх активів підприємства.

## Флот
В даний час під торговою маркою Frontier Alaska працює наступний повітряний флот:

### Era Aviation
- Bombardier Dash 8 Q106 — 7 одиниць;
- Beechcraft 1900D — 3 одиниці.
- Beechcraft 1900С — 3 одиниці.

### Frontier Flying Service
- Shorts SD-330 Sherpa — 2 одиниці;
- Piper PA-31-350 — 2 одиниці.

### Hageland Aviation Services
- Cessna 208B Caravan — 21 одиниця;
- Raytheon Beech 1900C Airliner — 6 одиниць.
- Cessna 207 — 17 одиниць;
- Reims-Cessna F406 Caravan II — 6 одиниць;
- Piper PA-31-350 — 6 одиниць.

### Arctic Circle Air
- Short 330-200s — 2 одиниці.
- Short SC.7 Skyvan — 3 одиниці.